# Plazoleta de los leoncitos
La Piazzetta dei Leoncini, en español Plazoleta de los leoncitos, es una pequeña plaza unida al complejo de la plaza de San Marcos en Venecia. Situada en el noreste de este espacio urbano, queda rodeada por la fachada norte de la basílica de San Marcos, el palacio Patriarcal y la iglesia de san Basso. La plaza se decora con cuatro capiteles bizantinos y dos esculturas representando leones.

## Características

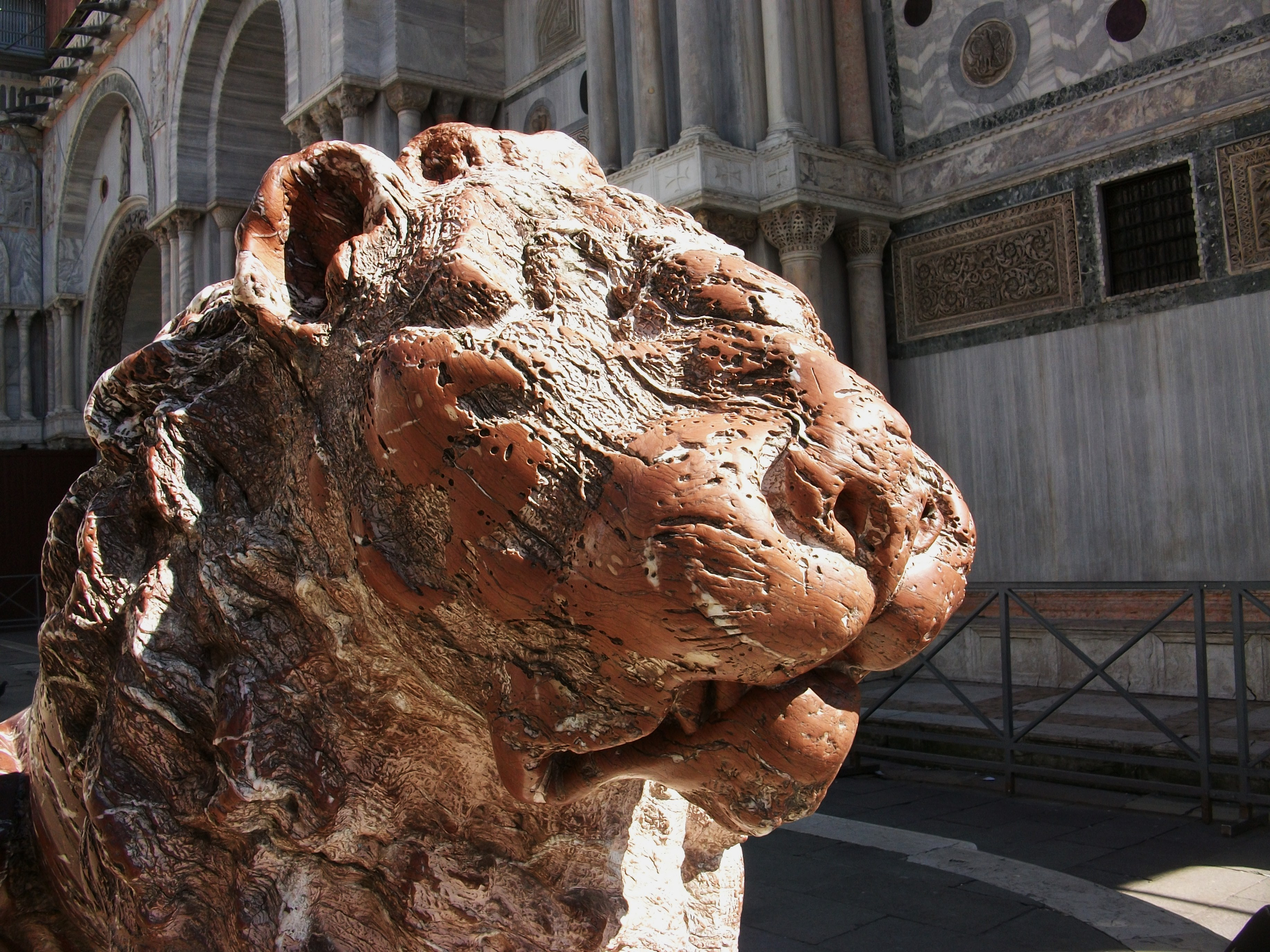
Detalle de uno de los leones.

La plaza se caracteriza por un nivel central elevado, accesible por escalones bajos, en los que hay dos estatuas de leones agazapados, que le otorgan el nombre.
Las dos esculturas, realizadas por Giovanni Bonazza en 1722, son de mármol rojo proveniente de Rieti y no en mármol rojo de Verona como se indica en los rieles.
En el centro de la plaza hay un brocal, el único pozo de agua público de todo el complejo de la plaza.

## Historia

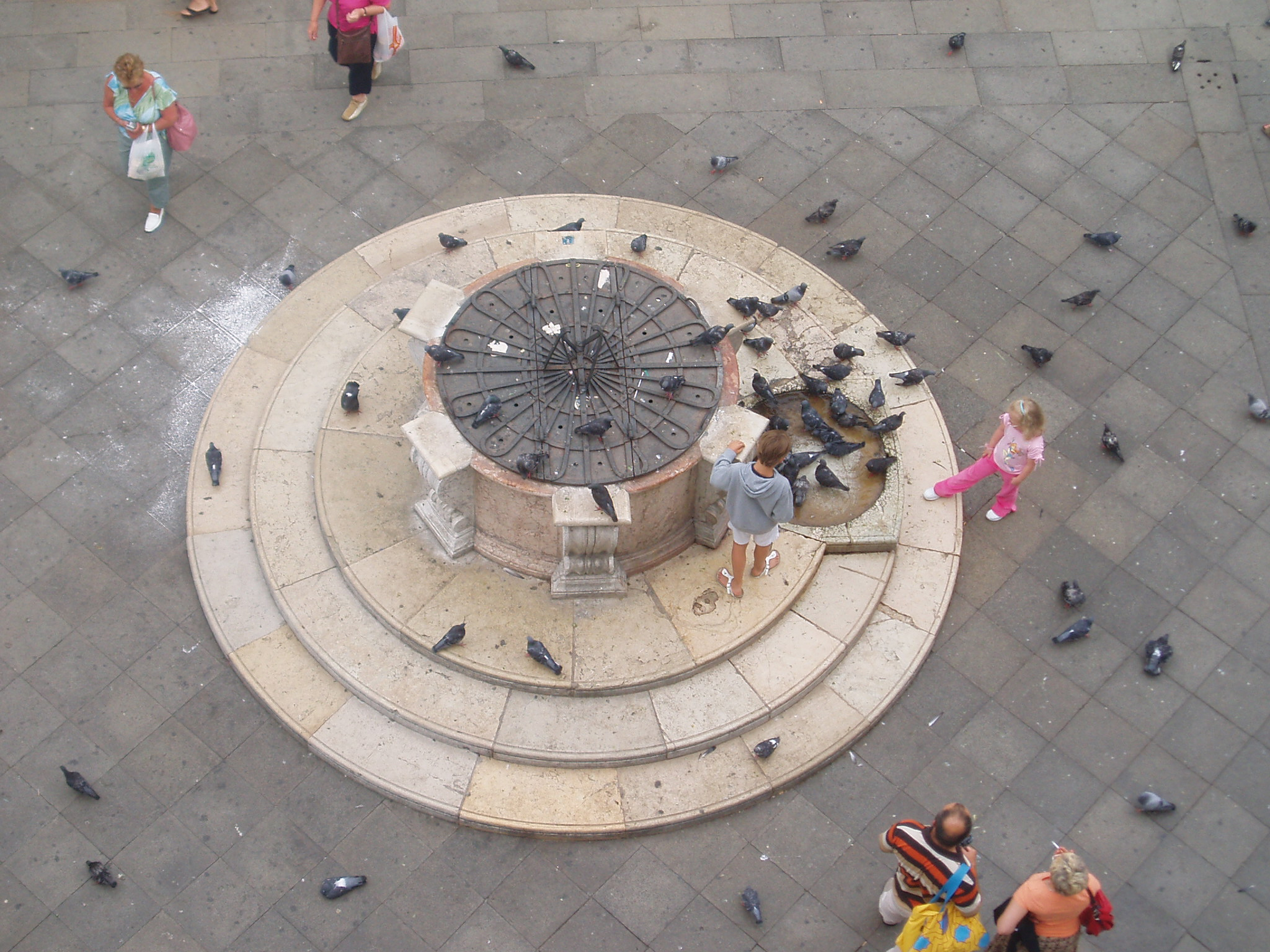
El pozo en el centro de la plaza.

La zona comenzó a tomar forma en el año 828 cuando comenzó la construcción de la primitiva basílica de San Marcos. Entre 1050 y 1094, con la construcción de la tercera Basílica marciana y la iglesia de san Basso en 1076, los límites de la plaza quedaron mejor definidos.
En 1156, cuando se drena el río Batario, debido a la vasta expansión de la plaza de San Marcos, la plazoleta se convirtió en una extensión de la plaza principal. 
En el siglo XVII se organizó el lado oriental de la plaza con la creación de una nueva ala del Palacio Ducal destinada a sala de fiestas y banquetes.
En 1722 se colocaron los dos leones de piedra que le dan el nombre. Entre 1837 y 1870 se conformó su actual aspecto con la remodelación del Palacio Patriarcal, en lo que había sido la sala de banquetes del Palacio Ducal.

## Galería

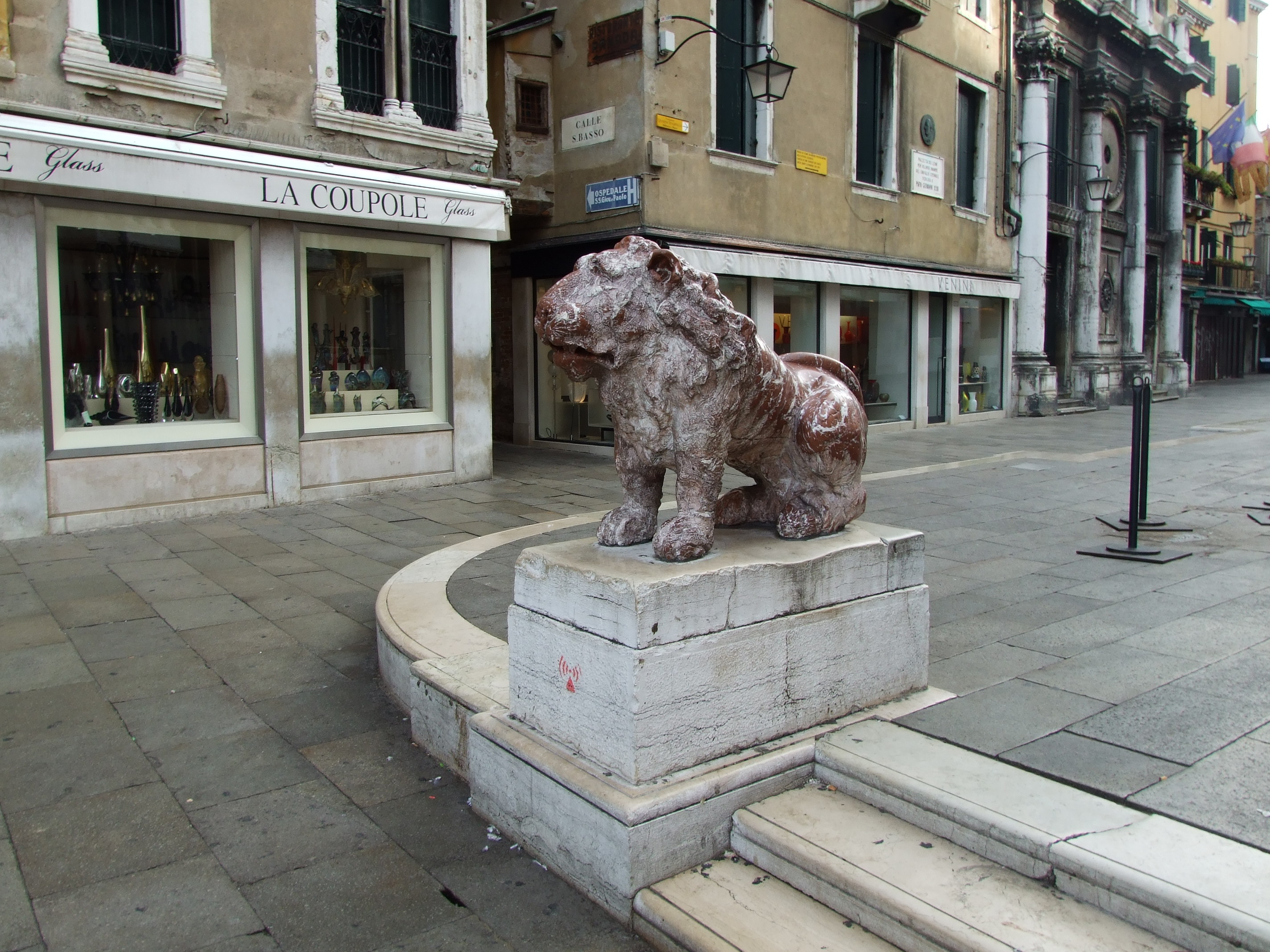
Uno de los leones.
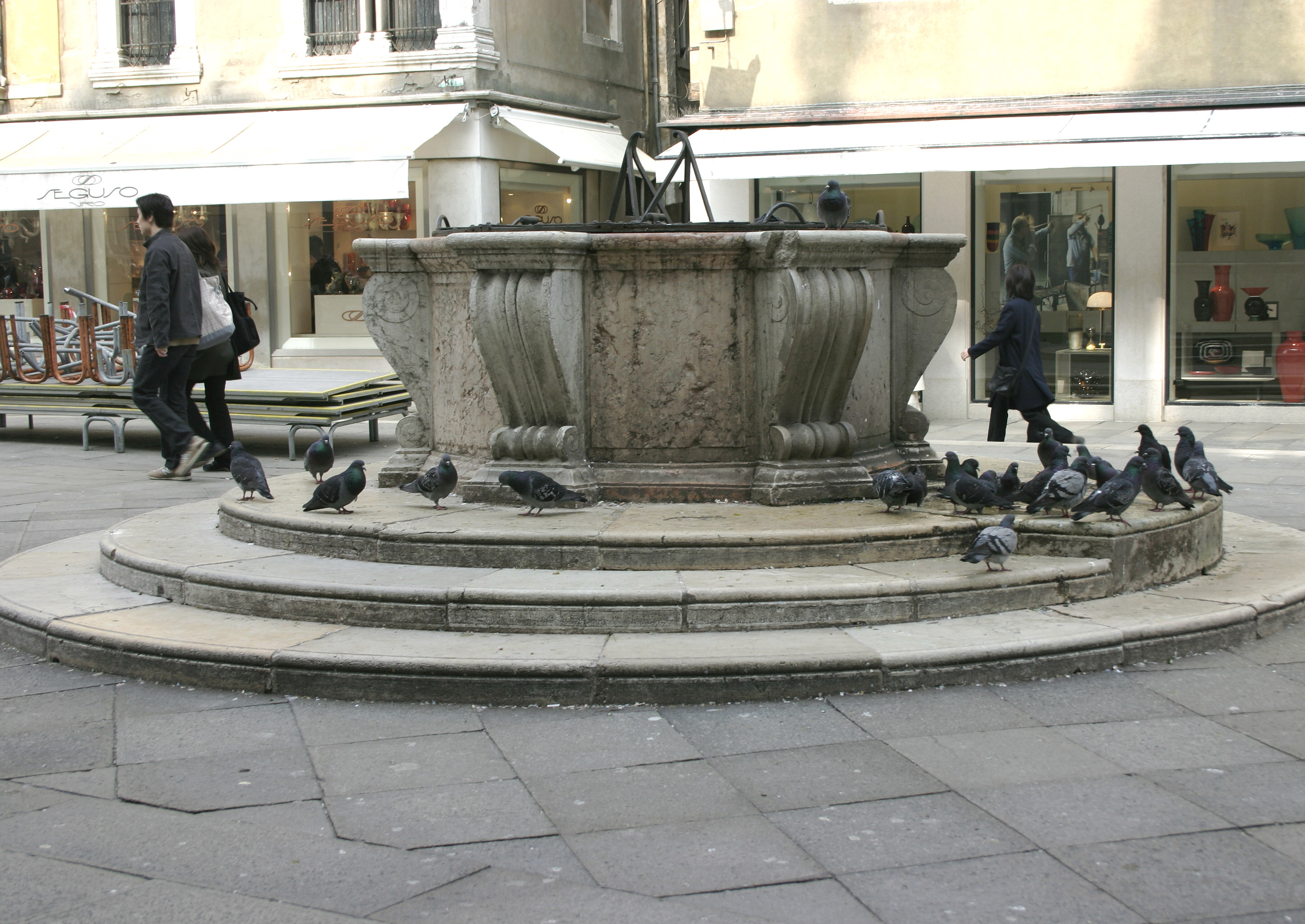
Brocal del pozo.
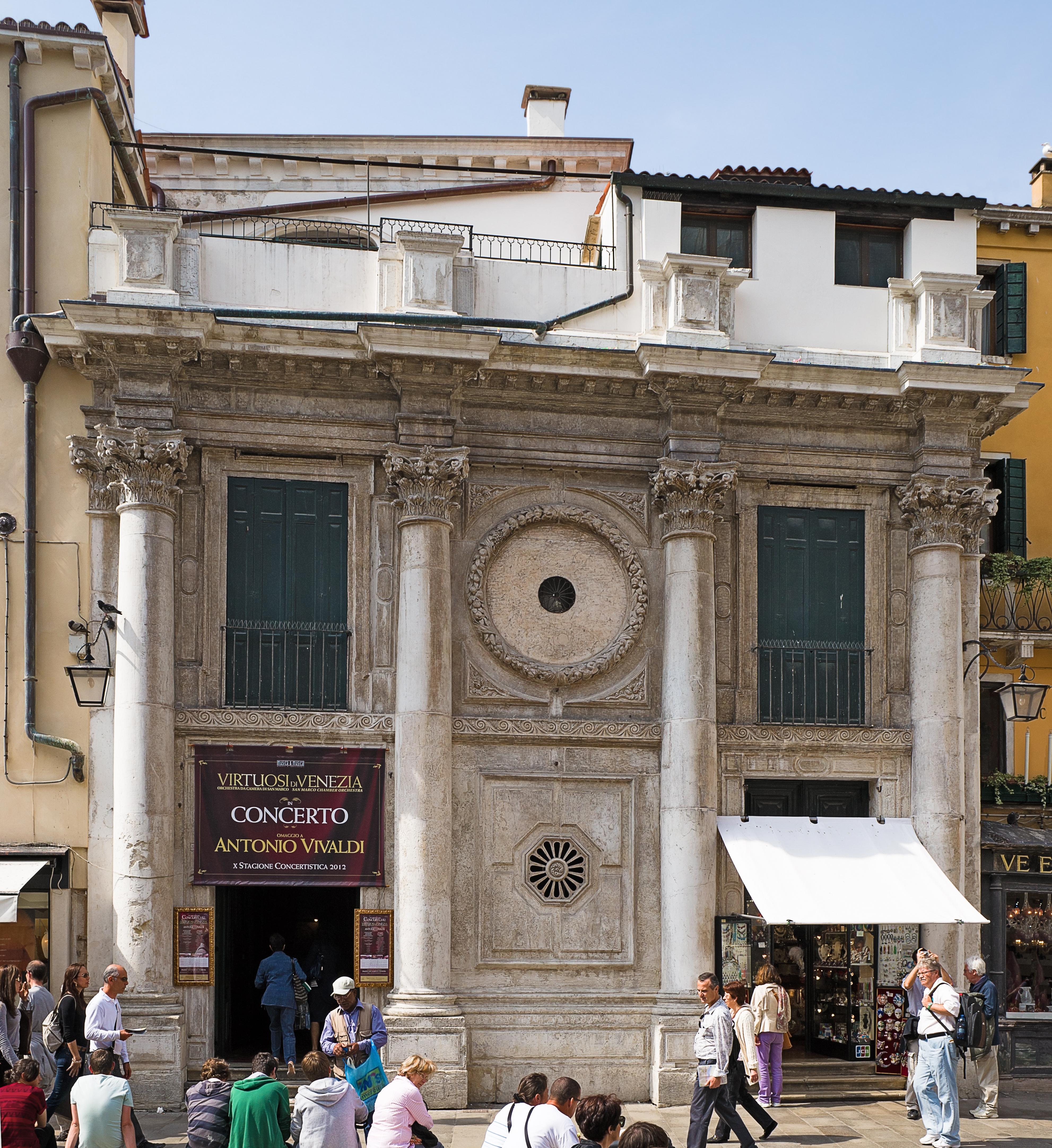
Iglesia de san Basso.
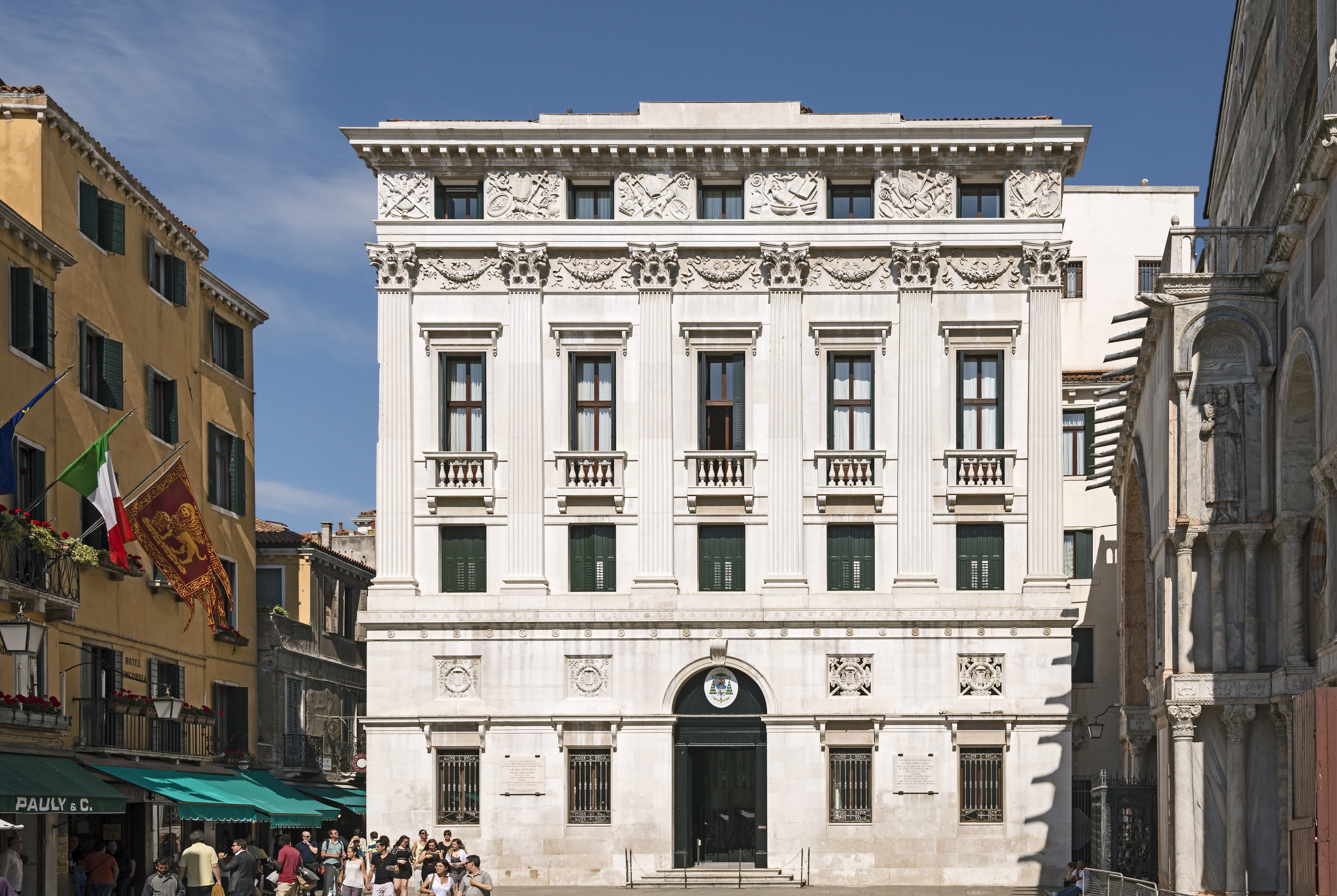
Fachada del palacio Patriarcal.
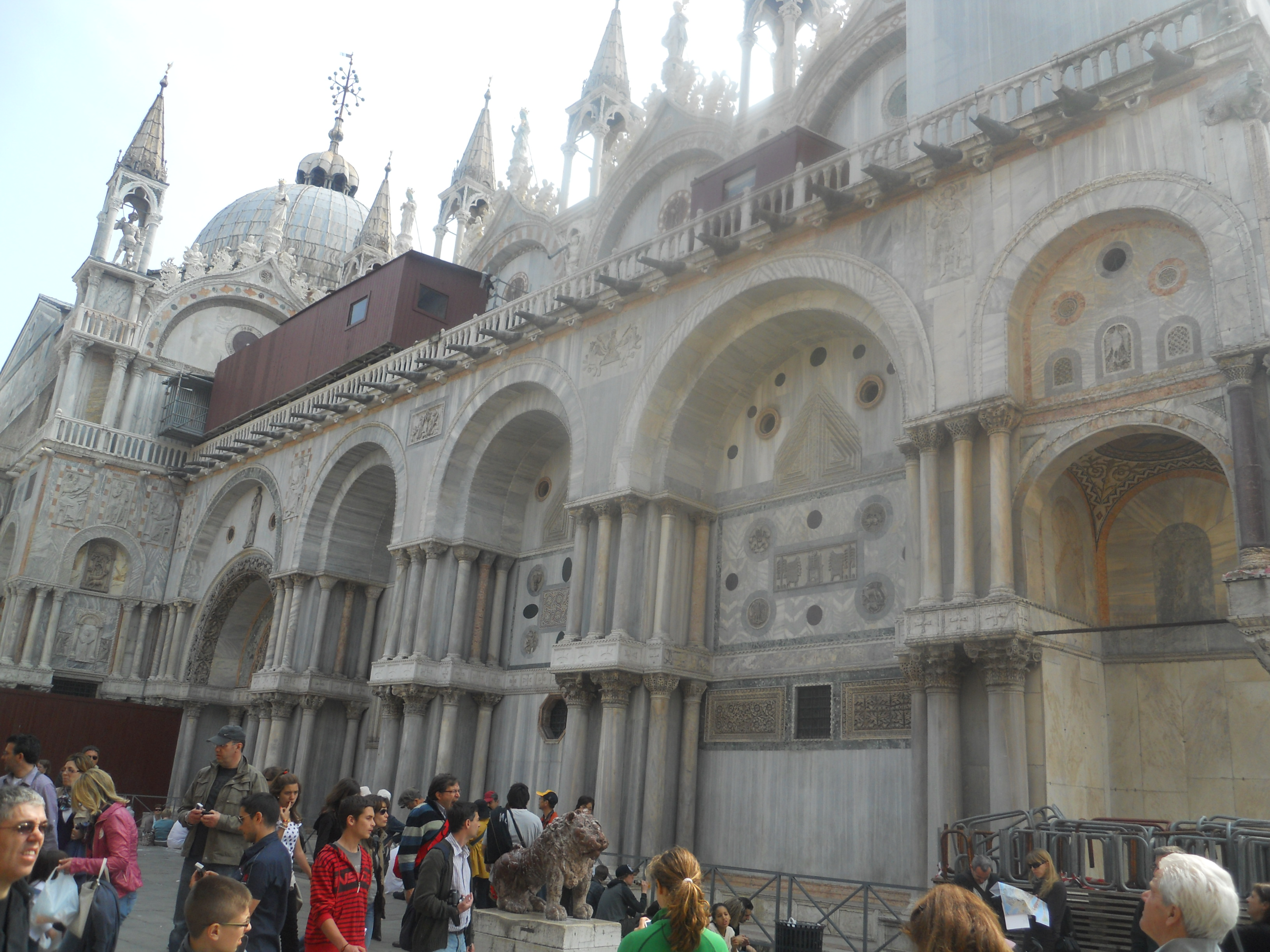
Fachada norte de la basílica de San Marcos.